# Geranium aculeolatum
Geranium aculeolatum är en näveväxtart som beskrevs av Daniel Oliver. Geranium aculeolatum ingår i släktet nävor, och familjen näveväxter. Inga underarter finns listade i Catalogue of Life.